# جيمي باكستر
جيمي باكستر (بالإنجليزية: Jimmy Baxter)‏ (8 نوفمبر 1925 بدنفيرملين في المملكة المتحدة - 1 مايو 1994) هو لاعب كرة قدم بريطاني (وحمل سابقاً جنسية المملكة المتحدة لبريطانيا العظمى وأيرلندا) في مركز مهاجم داخلي. لعب مع بريستون نورث إيند ودونفرملين أثلتيك ونادي بارنسلي ونادي موركامب.